# At the Vibes
At the Vibes è un album raccolta di Tito Puente, pubblicato dalla Tico Records nel .
Il disco contiene brani usciti in precedenza tra il 1949 e il 1951 su 78 giri, su CD sono reperibili (tra le altre raccolte) nella compilation The Complete 78s, Vol.3 (2009).

## Tracce
Lato A
1. Rainfall – 2:40 (Eddie Heywood)
2. Philadelphia Mambo – 2:43 (Tito Puente)
3. Cool Mambo – 2:29 (Charlie Palmieri)
4. The Continental – 2:47 (Con Conrad, Herbert Magidson)

Lato B
1. The Carioca – 2:27 (Vincent Youmans, Gus Kahn, Edward Eliscu)
2. Temptation – 2:16 (N.H. Brown)
3. 1626 Madison Avenue – 2:25 (G. Font)
4. Autumn Leaves – 3:06 (Joseph Kosma, Johnny Mercer, Jacques Prévert)

## Musicisti
- Tito Puente  - timbales, vibrafono, arrangiamenti
- Altri musicisti non accreditati